# Hannogne-Saint-Rémy
 Hannogne-Saint-Rémy  es una población y comuna francesa, en la región de Champaña-Ardenas, departamento de Ardenas, en el distrito de Rethel y cantón de Château-Porcien.

## Demografía
| 257 | 213 | 197 | 165 | 121 | 104 |
| Para los censos de 1962 a 1999 la población legal corresponde a la población sin duplicidades (Fuente: INSEE [Consultar]) |     |     |     |     |     |